# Genlisea pygmaea
Genlisea pygmaea ist eine fleischfressende Art aus der Gattung der Reusenfallen (Genlisea), die 1833 von Augustin François César Prouvençal de Saint-Hilaire erstbeschrieben wurde.

## Beschreibung
Diese Art ist im Vergleich zu anderen Vertretern ihrer Gattung sehr klein. Ihre schmalen spatelförmigen Blätter breiten sich, wie bei vielen Reusenfallen üblich, zu einer Blattrosette aus. Die mit drüsigen Haaren besetzten Blütenstände wachsen zwischen 5 und 15 cm hoch. Sie tragen maximal 8 hellgelbe, nur ca. 1 cm große Blüten mit einem kurzen spitzen Sporn. Als nächste verwandte Art wird Genlisea aurea genannt. Die beiden Arten unterscheiden sich besonders durch ihre Größe.

## Verbreitung
Diese Art benötigt viel Wasser, weswegen man sie auf nassen, teils überschwemmten sandigen Böden in See- oder Sumpfgebieten und auf Sandsteinfelsen Höhenlagen von 900 bis 1400 m findet. Die Genlisea pygmaea ist eine südamerikanische Art, die in Brasilien, Venezuela, Guyana, Kolumbien und Trinidad vorkommt.

## Quelle
- http://www.karnivoren-in-kultur.de/